# Résolvine

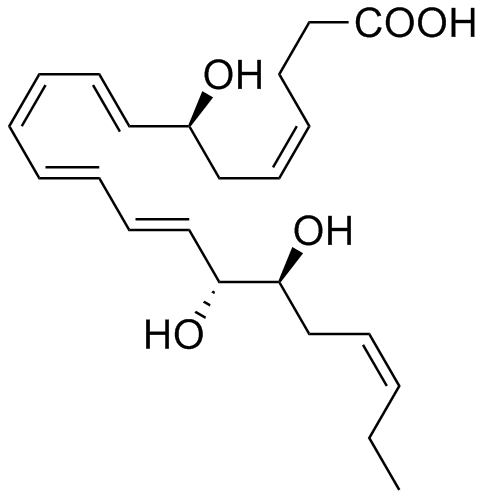
Resolvine D2 (RvD2)

Les résolvines sont des molécules dérivant des acides gras omega 3 : l'acide éicosapentaénoïque (EPA) et l'acide docosahexaénoïque (DHA). Ils sont produits par la voie de la COX-2. Expérimentalement, les résolvines réduisent l'inflammation en inhibant la production de molécules inflammatoires et la migration des cellules inflammatoires vers le site lésionnel. Elles ont montré une efficacité dans le cas de l'insuffisance rénale.
D'autres actions biologiques ont été mises en évidence comme une réduction de la douleur inflammatoire. Elles pourraient également être utile contre la maladie de Parkinson, la maladie d'Alzheimer, la parodontie, contre le cancer, et contre le sepsis,,,,,.